# The Beautiful Ordinary
Remember The Daze (eerder bekend als The Beautiful Ordinary) is een film uit 2007 onder regie van Jess Manafort. De film ging in première tijdens het Los Angeles Film Festival op 22 juni 2007 en werd geselecteerd als een van de acht films die tegen elkaar zullen strijden in de Narrative Competition.
Variety schreef dat de film "geen grote geheimen of openbaringen heeft, geen iconische karakters bevat en niet in de stijl is van American Pie, maar dat de regisseur en de acteurs een veelbelovende film weergeven." Daarnaast heeft de film een 7,9/10 op IMDb.

## Verhaal
De film speelt zich af in 1999, in een tijd waarin de millenniumbug of de terroristen nog niet aan de orde van de dag waren. De film volgt een aantal studenten van de North Carolina High School, die hun laatste schooldag hebben, voordat ze belangrijke beslissingen zullen moeten nemen en naar de universiteit moeten gaan. Sommigen denken niet verder dan de zomervakantie, anderen kunnen aan niets anders denken dan aan de universiteit en weer anderen hebben geen idee wat ze in hun toekomst willen doen.
Zo volgt de film Stacey Cherry, een obsessieve en dominante cheerleader, wier vriendje Dillon in haar kelder woont. Dit weet haar moeder niet. Haar vrienden vinden dat ze hem moet dumpen omdat hij haar slecht behandelt, maar zij zegt dat ze dit niet kan doen zonder een goede reden te hebben. Stacey denkt niet veel aan de toekomst, maar richt zich meer op de laatste wedstrijd van het jaar en het feest, die later die avond zal plaatsvinden.
Haar beste vriendin, Julia, weet ook niet zeker wat ze wil met haar leven. Haar knipperlichtrelatie met Pete gaat steeds meer achteruit, aangezien hij gezakt is en dus zijn diploma niet krijgt.
Verder richt de film zich op Felix en Mod, twee tieners die alleen denken aan stoned worden en seks hebben. Daarnaast zijn er nog een aantal meelopers. Holly moet nog naar de middelbare school gaan, maar kan er niet op wachten. Ondertussen valt ze voor de charmes van gitarist Bailey. Biz en Eddie zijn twee tieners die allebei proberen over te komen als stoere pooiers, ondanks het feit dat ze veel respect voor hun vriendinnen hebben.
Brianne en Dawn zijn twee beste vriendinnen die balen dat dit hun laatste schooldag samen is. En Thomas is een Aziatische tiener die verlegen en stil is, maar wel veel mensen fotografeert.
De meeste personages spijbelen van school om te zoeken naar het feest dat dezelfde avond nog op een onbekende plek zal plaatsvinden. Sommigen hopen die avond seks te hebben met de andere sekse, terwijl anderen het juist die avond willen uitmaken met hun partner. Gevoelens zijn gemengd. De tieners voelen zich van verdrietig naar vreemd en van slecht naar enthousiast.

## Rolverdeling
- Marnette Patterson - Stacey Cherry[6]
- Chris Marquette - Felix
- Sean Marquette - Mod
- Amber Heard
- Alexa Vega - Holly
- Wesley Jonathan - Biz[7]
- Melonie Diaz - Brianne
- Lyndsy Fonseca - Dawn
- Brie Larson - Angie
- Leighton Meester - Tori
- John Robinson - Bailey
- Charles Chen - Thomas
- Khleo Thomas - Dylan
- Katrina Begin - Sylvia
- Aaron Himelstein - Riley
- Moira Kelly[8]
- Michael Welch